# Фолликулогенез
Хотя фолликулогенез у всех животных схож, в статье в основном рассматривается фолликулогенез человека
Фолликулогенез — созревание фолликула яичника, плотно упакованной оболочки соматических клеток, содержащей незрелый ооцит. Фолликулогенез описывает развитие ряда мелких примордиальных фолликулов в крупные преовуляторные фолликулы, которое частично происходит во время менструального цикла.

Процессы в яичнике в течение менструального цикла:
1 Менструация
2 Созревающий фолликул
3 Граафов фолликул
4 Овуляция
5 Жёлтое тело
6 Жёлтое тело прекращает функционировать

В отличие от мужского сперматогенеза, который может продолжаться неограниченно долго, фолликулогенез заканчивается, когда оставшиеся фолликулы в яичниках становятся неспособными реагировать на гормональные сигналы, которые ранее призывали некоторые фолликулы к созреванию. Это истощение запасов фолликулов сигнализирует о начале менопаузы.

## Описание
Основная роль фолликула — поддержка ооцитов. Из всего количества фолликулов, с которыми рождается женщина, только 0,1% из них приведут к овуляции, тогда как 99,9% разрушатся (в процессе, называемом фолликулярной атрезией). С самого рождения яичники женщины содержат ряд незрелых, примордиальных фолликулов. Каждый из этих фолликулов содержит такой же незрелый первичный ооцит. В период полового созревания группы фолликулов начинают фолликулогенез, вступая в период роста, который заканчивается овуляцией (процесс, когда ооцит покидает фолликул) или атрезией (разрушением гранулезных клеток фолликула).

#### Участие гормонов
Как и большинство вещей, связанных с репродуктивной системой, фолликулогенез контролируется эндокринной системой. Пять гормонов контролируют фолликулогенез. К ним относятся:
- гонадотропин-рилизинг-гормон (ГнРГ), выделяемый гипоталамусом
- два гонадотропина:
  - фолликулостимулирующий гормон (ФСГ)
  - лютеинизирующий гормон (ЛГ)
- эстроген
- прогестерон

ГнРГ стимулирует выделение ФСГ и ЛГ из передней доли гипофиза, которые позже окажут стимулирующее воздействие на рост фолликула (не сразу, поскольку только антральные фолликулы зависят от ФСГ и ЛГ). Когда в третичном фолликуле образуются тека-клетки, количество эстрогена резко возрастает.
При низкой концентрации эстроген подавляет гонадотропины, но высокая концентрация эстрогена стимулирует их. Кроме того, когда выделяется больше эстрогена, на тека-клетках образуется больше рецепторов ЛГ, что побуждает клетки вырабатывать больше андрогена, который впоследствии превращается в эстроген. Этот цикл вызывает резкий всплеск ЛГ, и именно этот всплеск вызывает овуляцию.

## Овуляция
К концу фолликулярной (или пролиферативной) фазы тринадцатого дня менструального цикла в кумулюсно-оофорном слое преовуляторного фолликула образуется отверстие, или стигма, и из него выходит ооцит, что и называется овуляцией. Овуляция может произойти в фолликулах размером не менее 14 мм.

## Старение яичников
По мере старения женщин в запасе примордиальных фолликулов накапливаются двунитевые разрывы. Эти фолликулы содержат первичные ооциты, которые находятся в профазе первого клеточного деления мейоза. Двухцепочечные разрывы точно восстанавливаются во время мейоза путём поиска подходящей нити и создания на её основе новой. Исследования показывают, что с возрастом у людей (и мышей) в ооцитах снижается экспрессия четырёх ключевых генов, необходимых для гомологичной рекомбинационного восстановления. Исследователи предположили, что восстановление двунитевых разрывов ДНК жизненно важна для поддержания резерва ооцитов, и что снижение эффективности этого процесса с возрастом играет ключевую роль в старение яичников.

## Галерея

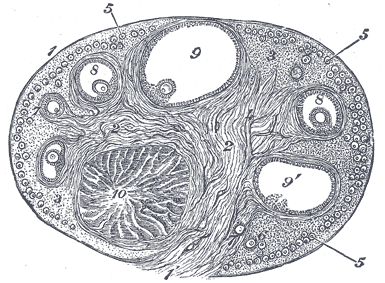
Разрез яичника
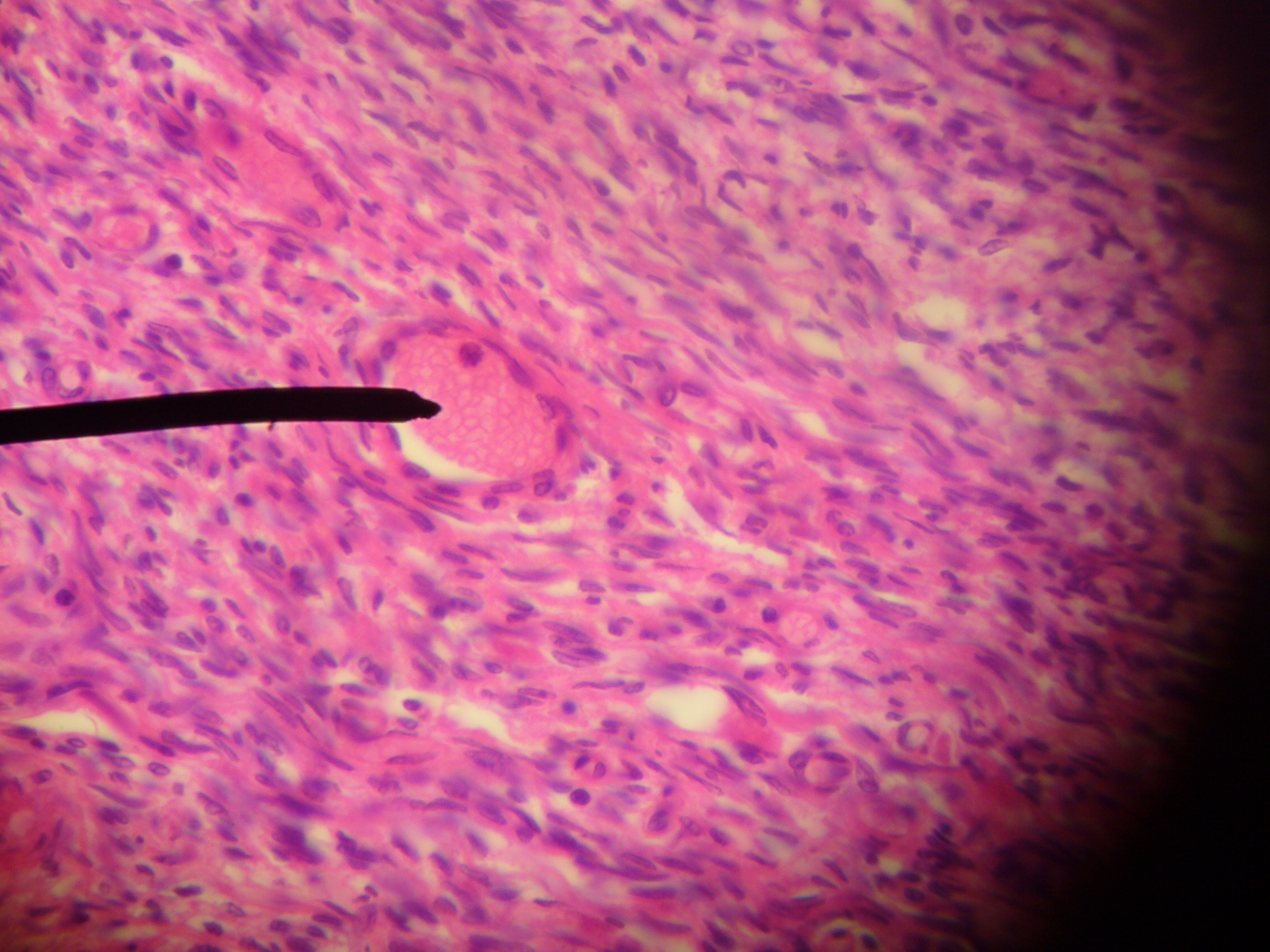
Процесс перехода в первичный фолликул